# Fleury-les-Aubrais
Fleury-les-Aubrais là một xã trong tỉnh Loiret, vùng Centre-Val de Loire bắc trung bộ nước Pháp. Xã này nằm ở khu vực có độ cao trung binh 125 mét trên mực nước biển.